# Uvsz-tó
Az Uvsz-tó (mongolul Увс Нуур [Uvsz Nuur], tuvaiul Убсу-Нур [Ubszu-Nur]) sekély, lefolyástalan sóstó Mongólia északnyugati részén, az ország legnagyobb állóvize. Északkeleti csücske Oroszország Tuva Köztársaságához tartozik.

## Földrajz
A tó területe 3350 km2, víztükrének tengerszint feletti magassága 759 m (753 m). Pontos mélységét még nem állapították meg, egyes részeinek mélysége a 15–20 m-t is elérheti. Vizének sótartalma igen magas, kb. 19 gr/liter.
Éghajlata szélsőségesen kontinentális, igen száraz, csapadékban szegény. A csapadék többsége nyáron, zivatarok idején hull. A tó víztükrét november végétől május elejéig jégpáncél borítja.
Az Uvsz-tó és vidéke az ún. Nagy Tavak medencéjéhez tartozik. A hatalmas mélyedés északnyugaton a Tannu-Ola hegyvonulataitól délkeleten a Sargaj-Góbi homoktengeréig húzódik. A földtörténeti negyedkor elején Mongólia területének jelentékeny részét beltenger borította, mely később több részre oszlott. Ezek maradványai az ország északnyugati vidékén található végtavak, köztük a legészakabbra fekvő Uvsz, valamint a szintén 1000 km2-nél nagyobb Kirgiz-tó (Hjargasz-núr) és Har-Usz-tó (Har-Usz-núr azaz Fekete Vizű-tó) is.
Az Uvsz legnagyobb tápláló folyója a keleten betorkolló Tesz folyó  (Tesz-hem) (568 km), másik keleti mellékfolyója a Vékony folyó (Narijn-gol). Nyugatról több kisebb folyó táplálja, de némelyik vize nyáron elvész, mielőtt elérné. A tó vízgyűjtőjén több kisebb állóvíz található, köztük az 1450 m magasságban fekvő sekély Örög- (Üreg-) sóstó.
Partjain kiterjedt sós-mocsaras szakaszok sztyeppi növényzettel borított sík területekkel váltakoznak, de néhol homokos, félsivatagos részek is előfordulnak. A partvidék sokféle vízi szárnyas élőhelye, tavasszal és ősszel költözőmadarak hatalmas csapatainak pihenőhelye.
Az Uvsz környéke rendkívül gyéren lakott, legnagyobb települése a parttól délkeletre fekvő megyeszékhely, Ulangom. Lélekszáma 2000-ben 26 300 fő volt.

## Világörökségi védelem
A tó 2003 óta az UNESCO világörökségi természeti helyszínének része.